# Amphibolurus muricatus
Amphibolurus muricatus là một loài thằn lằn trong họ Agamidae. Loài này được White mô tả khoa học đầu tiên năm 1790.

## Hình ảnh

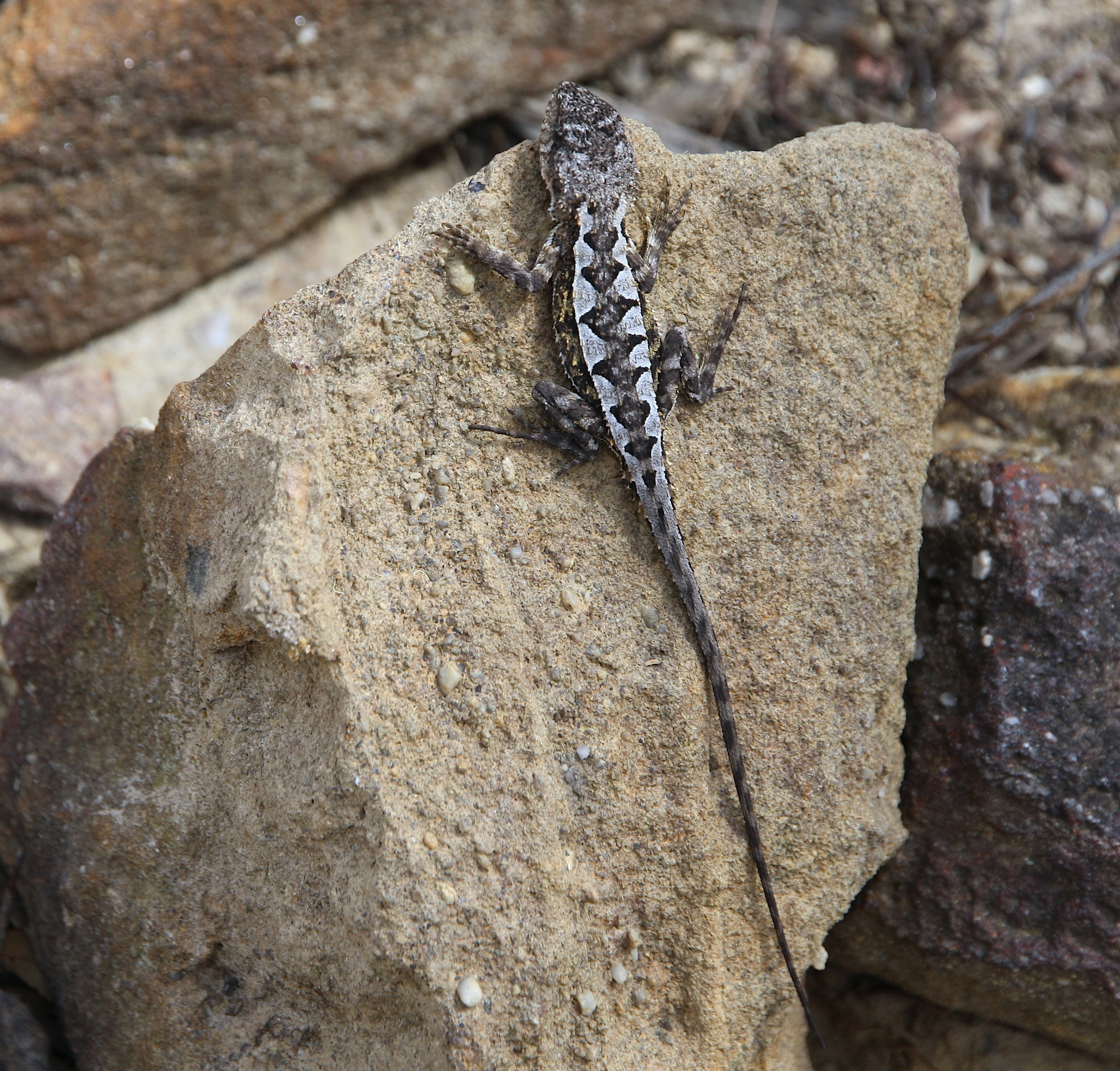
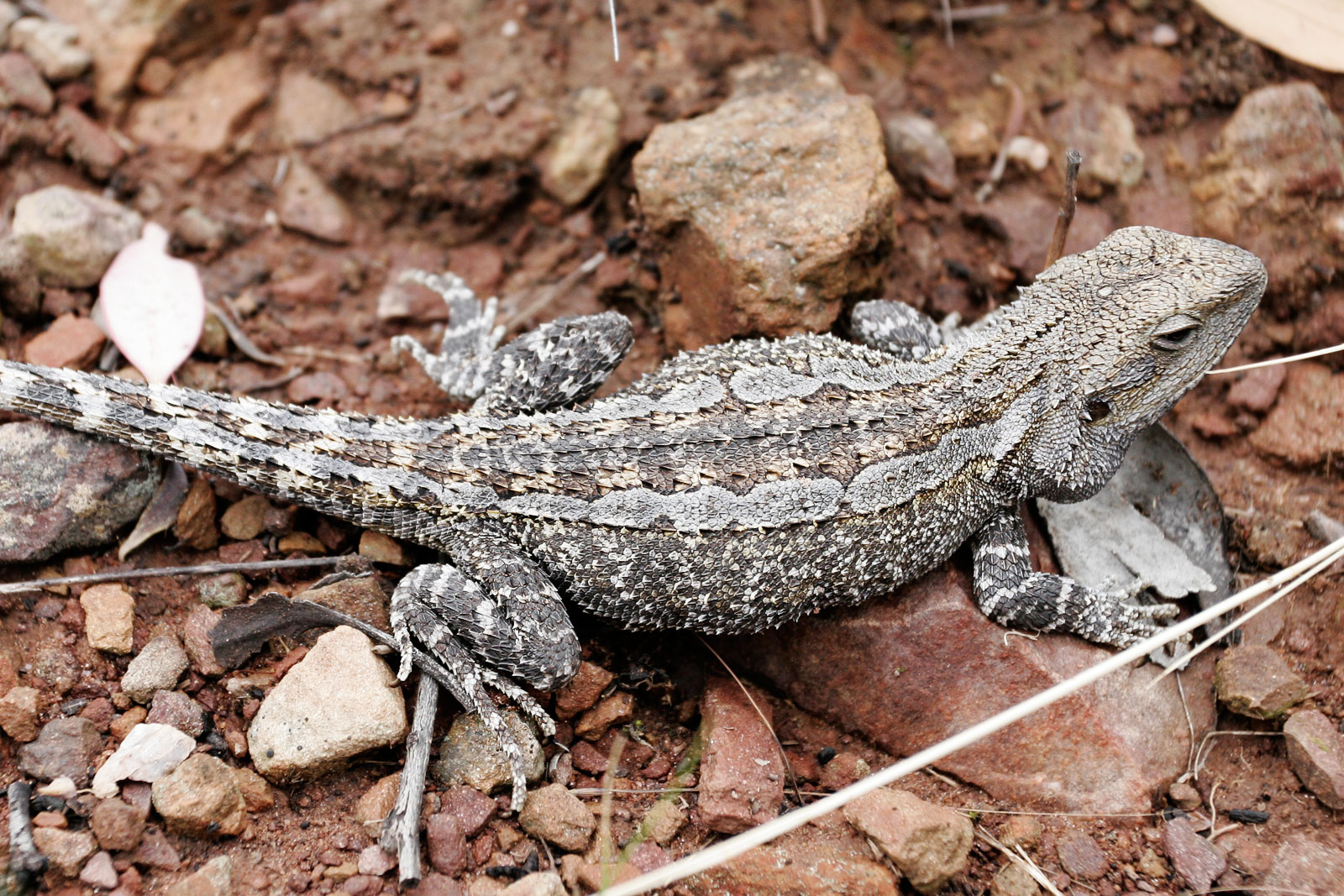
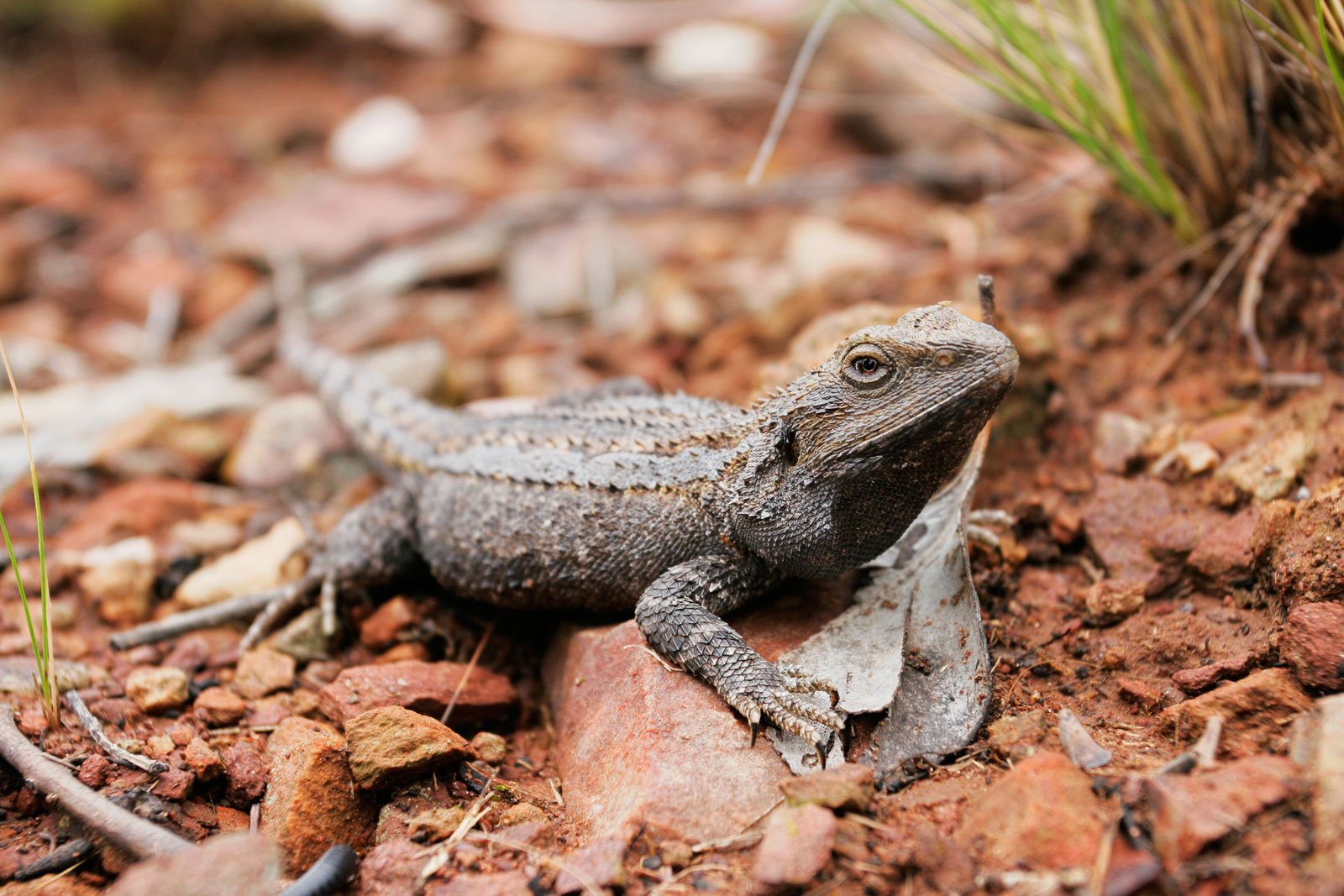
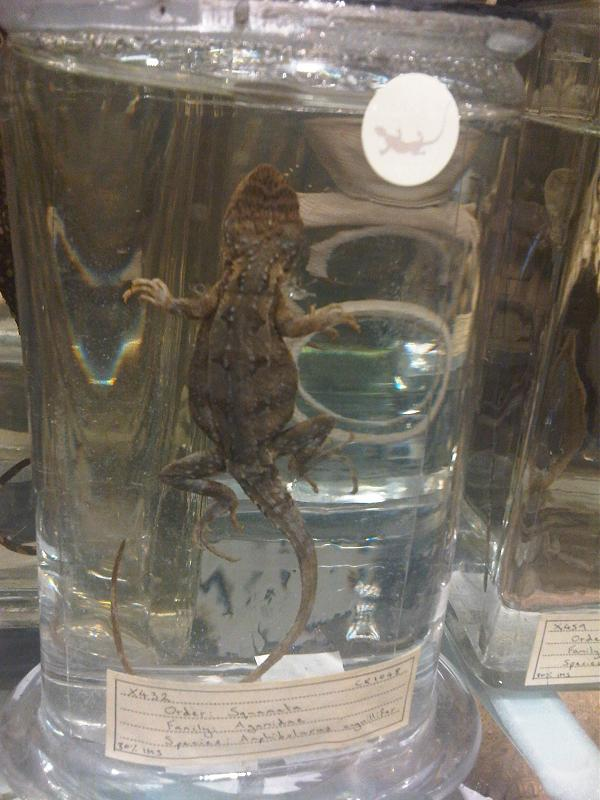